# Willemsbrug (Singelgracht)
De Willemsbrug (brug 151) is een brug in Amsterdam-West over de Singelgracht tussen het Haarlemmerplein en het Nassauplein. Deze basculebrug is genoemd naar de nabijgelegen Willemspoort. Het aanleggen van een brug op deze plek werd noodzakelijk na de aanleg van het Westerkanaal in 1877.

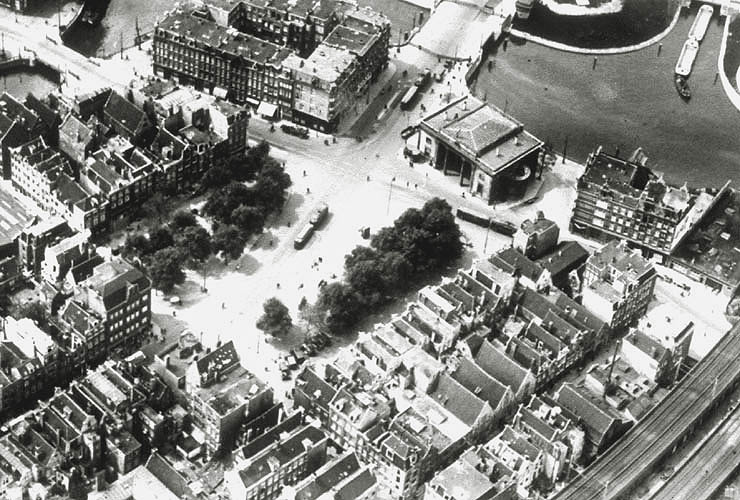
Luchtfoto van het Haarlemmerplein, met linksboven de Willemsbrug.

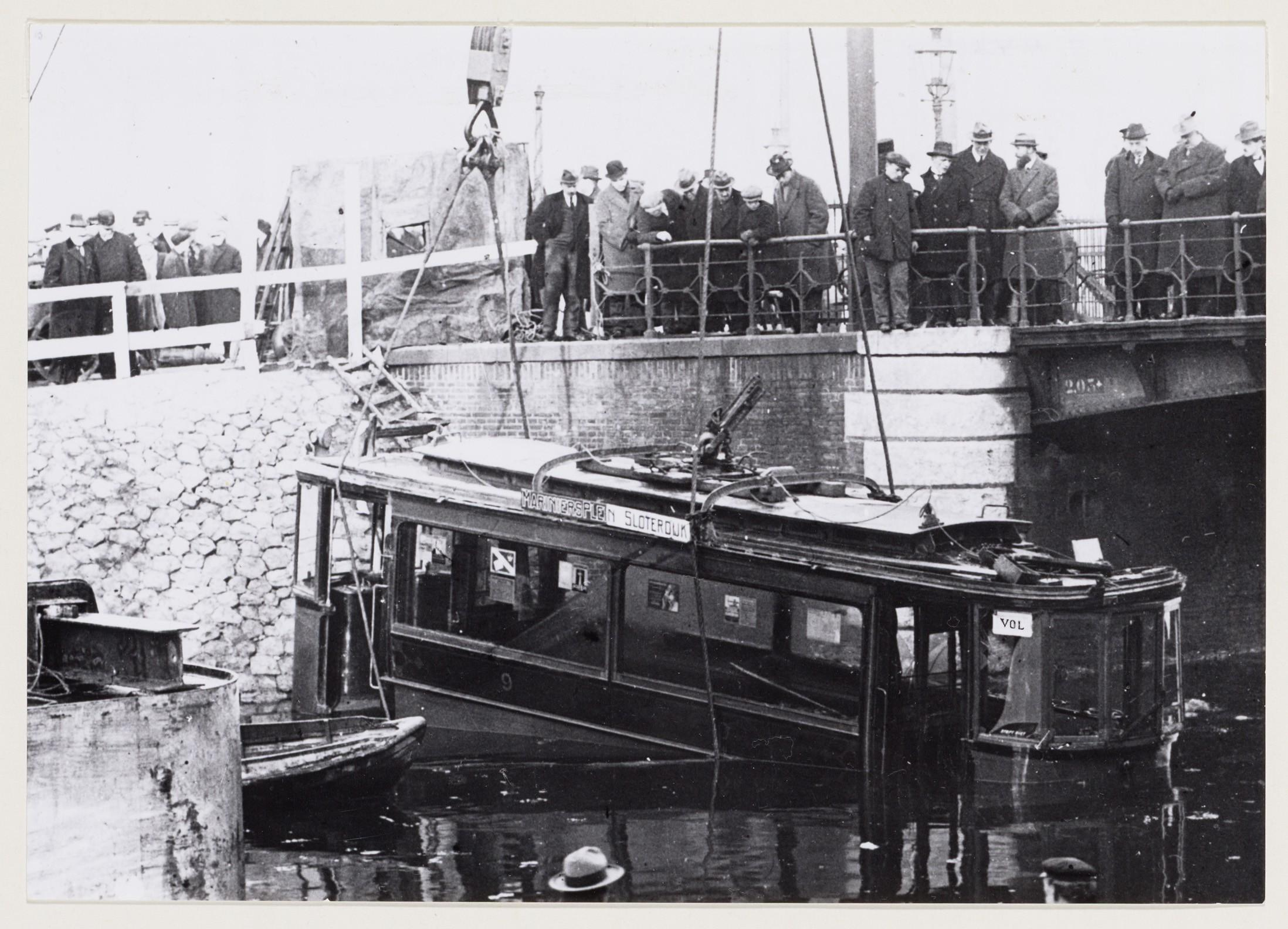
De naast de Willemsbrug te water geraakte tram wordt opgehesen.

De huidige brug is een ontwerp van Piet Kramer uit 1925 en gebouwd in 1928-'29. Deze verving een brug uit 1877. De brug vormt samen met brug 349 een verbinding van het centrum van Amsterdam naar de Haarlemmerweg. De Willemsbrug grenst ook meteen aan de Mirakelbrug (brug 152) die toegang geeft aan de Spaarndammerbuurt. De brug is een gemeentelijk monument.
De oude brug uit 1877 was voorzien van tramrails maar werd bij de elektrificatie in 1906 niet voorzien van bovenleiding. Omdat vanaf het Nassauplein een flauwe bocht voor de brug lag kon het voorkomen dat de tram bij onvoldoende snelheid stroomloos op de brug kwam te staan. De bestuurders namen dan ook altijd een flinke aanloop. Op 2 januari 1924 liep motorwagen 9 van tramlijn 18 door sneeuw en ijs echter vlak voor de brug uit de rails, ramde de balustrade en kwam  in het water van de Singelgracht terecht. Met veel moeite werd de tram door de brandweer de volgende dag uit het water getakeld. Het personeel en de passagiers kwamen met de schrik vrij.
Op de nieuwe brug verschenen ook tramrails maar nu wel met bovenleiding. Tot 19 januari 1955 bereed tram 12 de brug. Deze werd toen vervangen door een buslijn, waarna de rails op de brug werden verwijderd. Bus 22 rijdt als opvolger nog altijd over de brug.
Op 3 maart 2018 werd een deel van de brug voor enige tijd afgesloten. Een waterleiding direct ten zuidwesten van de brug was gesprongen en spoelde de kadewand met voetpad en fietspad weg. De landhoofden van de brug bleven weliswaar staan, maar men nam het zekere voor het onzekere. Om verdere afkalving door golfslag te voorkomen (er wordt nog druk gevaren hier) werd de kademuur beschermd met een stalen damwand.
Er was in Amsterdam nog een brug die 'Willemsbrug' genoemd werd. Het gaat hier om brug 454 tussen het Emmaplein en het Vondelpark in Amsterdam-Zuid. Deze heet tegenwoordig Diaconessenbrug.

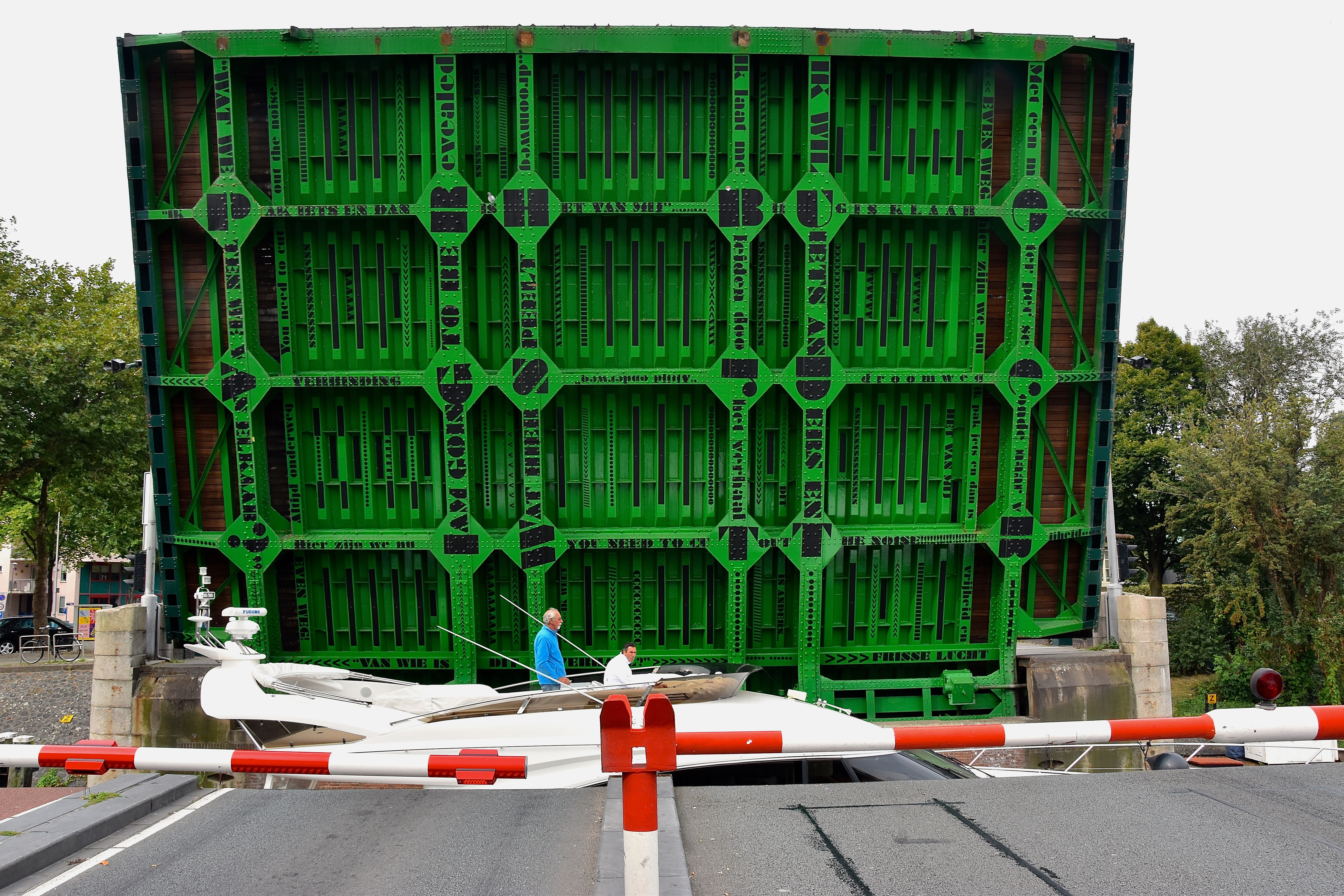
Geopende Willemsbrug (september 2016).
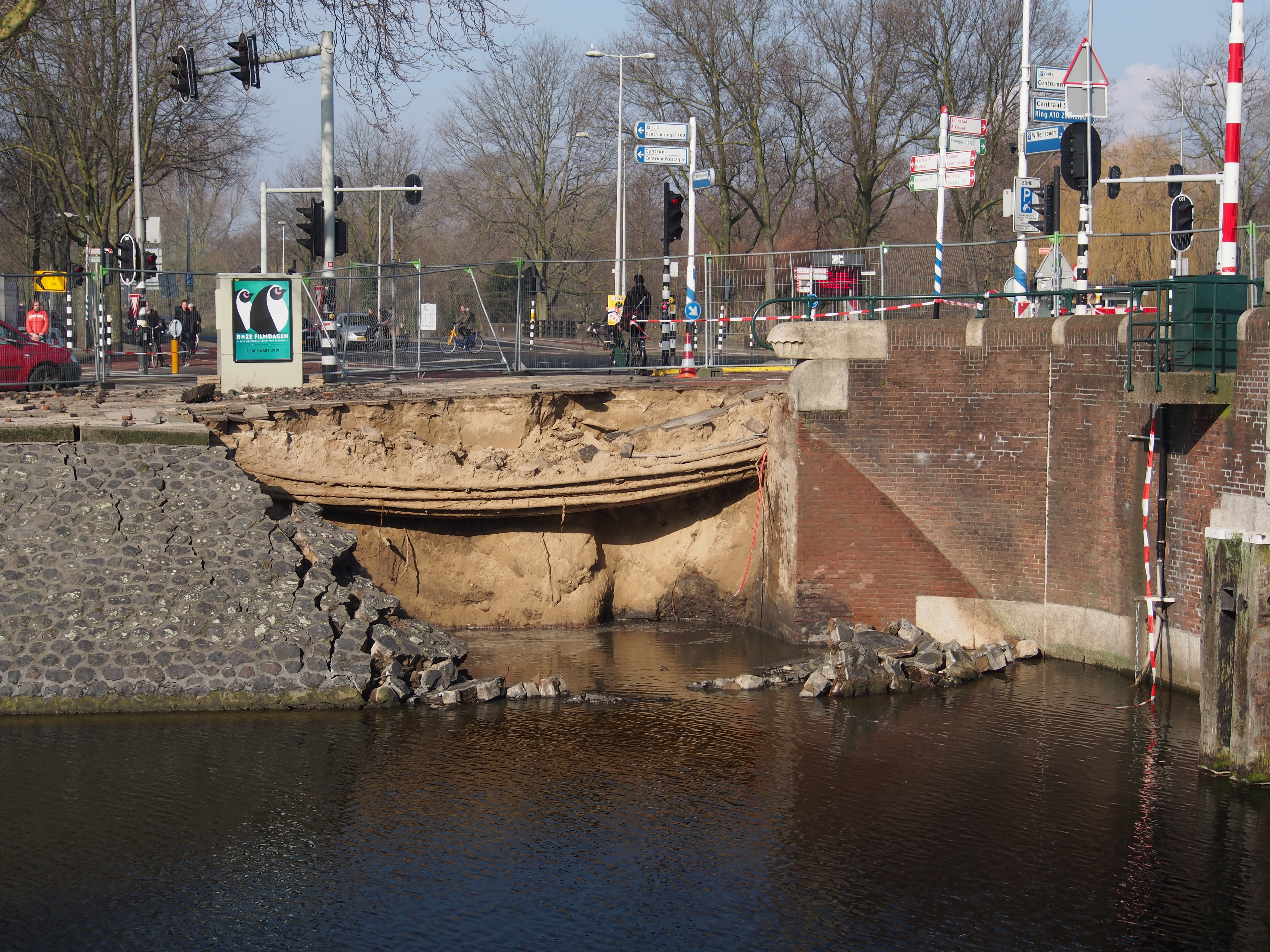
Weggeslagen kade in (maart 2018), zichtbaar is ook beeldhouwwerk in ligsteen.